# Дон Сезар де Базан (спектакль)
«Дон Сеза́р де База́н» — советский спектакль, поставленный Владимиром Кожичем в Ленинградском драматическом театре. В 1957 году режиссёром Иосифом Шапиро на киностудии «Ленфильм» была создана телевизионная версия спектакля. Премьера на телевидении состоялась 31 августа 1957 года, а со 2 сентября того же года телеверсия демонстрировалась и в кинотеатрах страны.

## История спектакля
Спектакль «Дон Сезар де Базан» по одноимённой пьесе французских драматургов Филиппа Дюмануара и Адольфа д'Эннери (перевод с французского Е. Аскинази и В. Голод) был поставлен Владимиром Кожичем в 1948 году и на протяжении ряда лет пользовался неизменным зрительским успехом. В начале 1950-х годов, когда появилась возможность записывать театральные постановки с помощью кинорегистраторов, в СССР была разработана программа создания фонда снятых на киноплёнку и предназначенных для массового зрителя — для демонстрации по телевидению, а иногда и в кинотеатрах — лучших спектаклей советских театров. В рамках этой программы в 1957 году была создана и телевизионная версия ставшего уже знаменитым спектакля .

## Сюжет
Действие комедии происходит в Испании, в XVII веке. Молодая очаровательная танцовщица Маритана — любимица бедноты Мадрида, зарабатывает на жизнь пением и танцами на улицах и мечтает о лучшей доле. Однажды девушку увидел король Испании Карл II и захотел сделать своей любовницей. Влюблённый в королеву министр дон Хосе закручивает хитроумную интригу, планируя этим воспользоваться. Однако все планы министра рушит сильная и верная любовь Маританы и отважного и благородного дона Сезара де Базана — нищего испанского гранда, защитника бедных и угнетённых.

## В ролях
- Владимир Честноков — дон Сезар де Базан
- Ольга Заботкина — Маритана
- Фёдор Никитин — дон Хосе, министр
- Николай Боярский — Карл II, король Испании
- М. Самойлова — маркиза
- М. Шифман — маркиз
- С. Цомаев — Ласарильо
- Наталия Дудинская — испанский танец
- Георгий Кранерт
- Ксения Златковская
- Б. Шмыров
- И. Домбек
- Георгий Рубин

## Создатели спектакля
- Режиссёр-постановщик — Владимир Кожич
- Художник —
- Композитор — Георгий Свиридов[4]

## Создатели телевизионной версии
- Сценарная разработка — Владимир Честноков, Иосиф Шапиро
- Режиссёр-постановщик — Иосиф Шапиро
- Главный оператор — Аполлинарий Дудко
- Художник — Евгений Еней
- Звукооператор — Арнольд Шаргородский
- Режиссёр — И. Голынская
- Оператор — Георгий Калатозишвили
- Балетмейстер — Роберт Гербек
- Монтажёр — Н. Разумова
- Художник-гримёр — Г. Васильева
- Директор картины — А. Домбровский
- Помимо музыки Георгия Свиридова, написанной к спектаклю, в телевизионной версии звучит музыка Дмитрия Толстого в исполнении Оркестра Ленинградской государственной филармонии под управлением Николая Рабиновича. Поёт Виктория Иванова.

## Дополнительная информация
- Исполнитель роли короля Карла II Николай Боярский приходится дядей Михаилу Боярскому, исполнителю заглавной роли в фильме «Дон Сезар де Базан» 1989 года.